# Colin Humphries
Colin Stephen Humphries (geboren am 4. Januar 1962 in Netherley, Liverpool, England) ist ein englischer Schiedsrichter der Billardvariante Snooker.

## Leben
Colin Humphries wurde in Liverpool in England geboren und lebt auch weiterhin dort. Er besitzt zusammen mit seiner Schwester und seinem Bruder eine Farm, die sie zusammen bewirtschaften, und arbeitet als Beamter. Er begann 1988 mit dem Schiedsrichtern und erhielt 1994 das Examen das ihn berechtigte Profispiele zu leiten. Sein erstes professionelles Spiel leitete er 1996, das erste im TV übertragene Spiel leitete er 2005. Das erste Finale eines Profiturniers, das er leitete, waren 2009 die Welsh Open mit Ali Carter und Joe Swail als Finalisten. Er leitete bisher (November 2023) sieben Maximum Breaks. Als größte Peinlichkeit seiner Karriere nennt er, dass er, nachdem Ronnie O’Sullivan einen schwarzen Ball gelocht hatte, diesen aus der Tasche nahm und wieder aufsetzte, es war aber ein vorher gelochter roter Ball.
Neben der Tätigkeit am Tisch (Spielleitung, aber auch Reichen und Zurücklegen der Hilfsqueues) haben Snookerschiedsrichter auch Aufgaben im Hintergrund. Als Marker kontrollieren sie die Anzeigetafeln, führen das Spielprotokoll und helfen dem Tischschiedsrichter ggf. nach einem Miss, die ursprüngliche Spielsituation wieder herzustellen.
Er ist ein treuer Fan des FC Everton und spielt in seiner Freizeit selber Snooker, mit einem höchsten Break von 68. Während eines Spiels hat er neben einer Zweipfundmünze mehrere Ballmarker in der Tasche, aber so wenig wie möglich, die Tasche soll nicht klimpern.